# Vidal & Sohn Tempo-Werk

Varianten des Tempo-Markenzeichens
Version mit einfachen im Bereich der Buchstaben unterbrochenen Ringen
Version mit fein aufgelösten durchlaufenden Ringen, die für Drucksachen verwendet wurde

Die Vidal & Sohn Tempo-Werk GmbH mit Sitz in Harburg wurde 1928 gegründet, um Lieferwagen zu bauen. Aufgrund eines Gesetzes von 1928 durften Kraftfahrzeuge mit weniger als vier Rädern und einem Hubraum von weniger als 200 Kubikzentimetern ohne Führerschein gefahren werden und waren steuerfrei. Deshalb gab es eine große Nachfrage nach entsprechenden Fahrzeugen.

## Geschichte
Der erste Tempo (T1) entstand noch in der väterlichen Kohlenhandlung, an welcher der Kaufmann Oscar Vidal (* 6. November 1904 in Hamburg) als Juniorpartner von Max Vidal beteiligt war und wo er von 1925 bis 1936 für den Kohlen-Import der Firma O Vidal und 1928 bis 1965 die Firma Vidal & Sohn Tempo-Werk GmbH (Fabrikation von Kleinstwagen) tätig war. Dort bauten zwei Schlossermeister den sogenannten Vorderlader, ein Dreirad mit der Ladefläche vor dem Fahrersitz, der von einem ILO-Motor angetrieben wurde.

Tempo T1 mit ILO-Motor (1928–1930)

 Die ersten im eigenen Werk hergestellten Fahrzeuge waren der T 6 und der T 10. Bekannt sind heute vor allem noch die Tempo-Dreiräder und das Modell Matador.
Gemeinsames Konstruktionsprinzip der Lieferwagen war, alles für den Antrieb Notwendige im Fahrerhaus unterzubringen, sodass man in der Wahl des Aufbaues freie Hand hatte. Entsprechend vielfältig war das Angebot an Sonderaufbauten für Spezialtransporte und für Kommunen.
Ab 1933 wurden neben dem Dreirad, das jetzt ein geschlossenes Führerhaus vor der Ladepritsche hatte, auch vierrädrige Cabriolimousinen und Lieferwagen mit Kastenaufbau hergestellt. Der Chefkonstrukteur Otto Daus, von 1929 bis 1947 bei Vidal & Sohn (Automobilhandel und -Reparatur), konstruierte für sich 1954 den Daus.
Oscar Vidal (Tempo) ging 1955 eine Verbindung mit der Hanomag ein; 1959 kamen beide Firmen zum Rheinstahl-Konzern. 1965 gab Vidal seine letzten Geschäftsanteile an den Rheinstahl-Konzern ab, die Marke Tempo verschwand. Innerhalb des Rheinstahl-Konzerns kam das Unternehmen zur Hanomag. Der Tempo-Lieferwagen wurde zum „Harburger Transporter“ weiterentwickelt, der zunächst unter dem Namen Hanomag als F20 bis F35 vertrieben wurde. Ab 1966 fuhr auch der Tempo Matador mit dem Rheinstahl-Hanomag-Emblem. Das Tempo-Werk wurde 1969 Teil der neuen Hanomag-Henschel Fahrzeugwerke GmbH, die 1971 von der Daimler-Benz AG übernommen wurde. Seitdem ist der heutige Daimler-Konzern Eigner des ehemaligen Tempo-Werkes. Bis 1978 baute Daimler-Benz die „Harburger Transporter“ mit hinterer Blattfeder-Starrachse (statt der Schwingen an Federstabbündeln) als L 206 D/306 D mit Mercedes-Benz-Diesel- oder L 207/307 mit Austin-Otto-Motoren weiter.
Mitte der 1950er Jahre waren 101.000 dreirädrige „Tempo“-Fahrzeuge zum Verkehr zugelassen. Diese Zahl hatte sich zehn Jahre später halbiert. 1978 waren noch 3500 Wagen registriert. Am 31. Dezember 2008 gab es noch 87 zum Verkehr zugelassene Dreiräder aus Harburg.
Bis 1984 konnten die Mitarbeiter des Werkes ihre Arbeitsstätte in Bostelbek von der in unmittelbarer Nähe gelegenen Bahn-Station Tempo-Werk der Niederelbebahn bequem zu Fuß erreichen.
Ab 1962 wurden Tempo-Dreirad-Fahrzeuge als Joint-Venture-Produkt „Bajaj Tempo“ in Indien gebaut (ab 1986 mit Lombardini-Dieselmotoren) und vereinzelt nach Europa importiert. Eine Variante des Hanseat wurde mit Einzylinder-Viertakt-Dieselmotor bis 2000 produziert und meist als Autorikscha eingesetzt.

## Fahrzeuge

### Die ersten Dreiräder
Die ersten Tempo-Dreiräder entstanden aus einer Kombination von Motorrad und Pritsche, die sich vor dem Fahrer befand. In der Weiterentwicklung wurde das Führerhaus vor die Pritsche bzw. den Kasten verlagert.
Die Tempo-Dreiräder waren mit Ein- bzw. Zweizylinder-Zweitakt-Ottomotoren ausgerüstet (Tempo A 400 von 1938 z. B. mit 400 cm³ und 12 PS), die über ein Getriebe und eine Kette das Vorderrad antrieben – Motor, Getriebe, der Kettenkasten als tragendes Teil und das Vorderrad waren hierzu als ein im Ganzen schwenkbares Teil gelenkig mit dem Rest des Fahrzeuges verbunden.

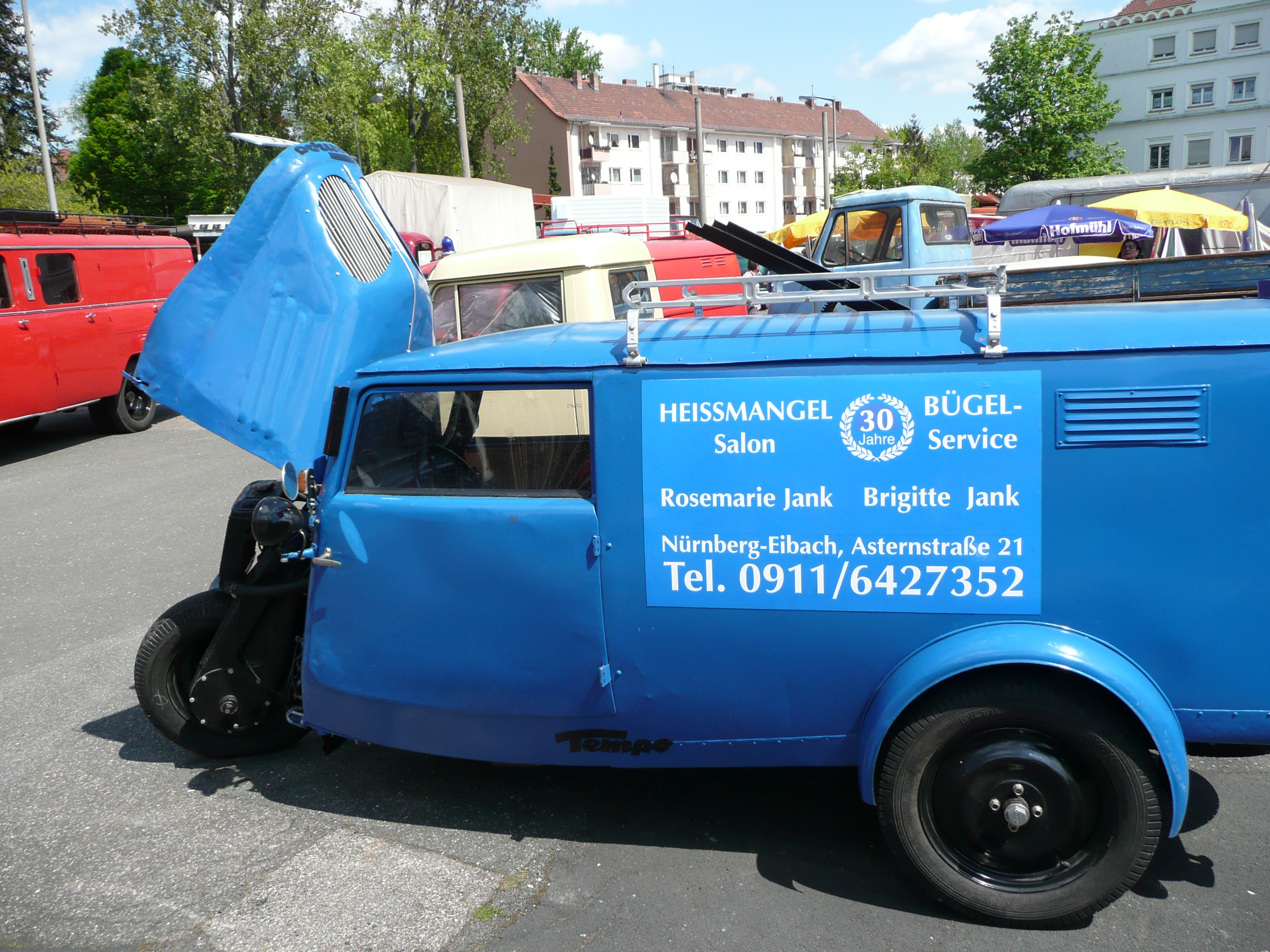
Tempo A400 2008 in Nürnberg
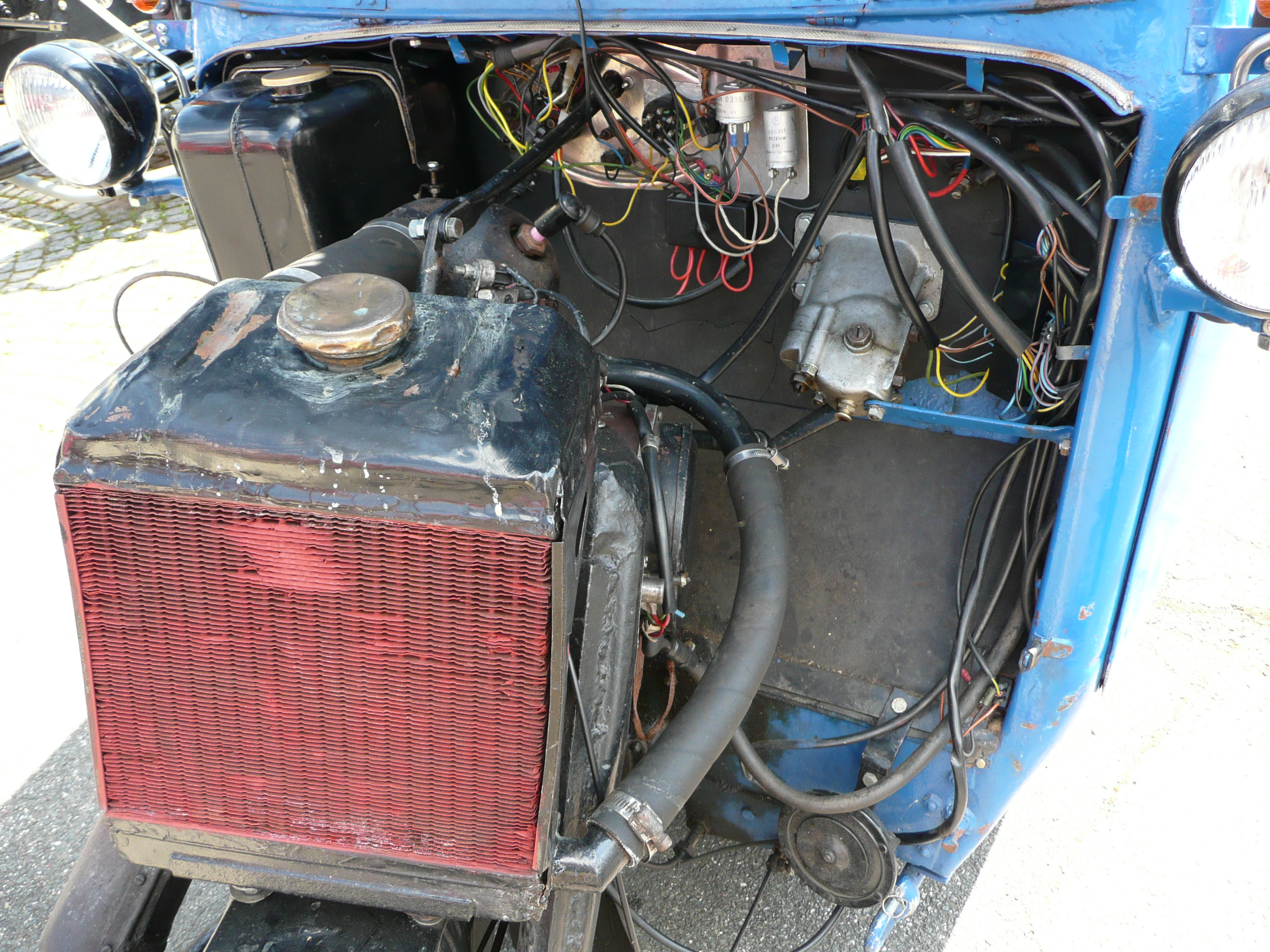
Tempo A400 Dreirad, Motorraum

Zwar baute das Tempo-Werk hauptsächlich Nutzfahrzeuge, aber ab 1933 gab es auch einige dreirädrige Personenwagen. Der Tempo Front wurde als Cabriolimousine mit zwei Sitzplätzen angeboten. Außerdem gab es noch einen Tempo Kombinationswagen, eine zweitürige Limousine mit vier Sitzplätzen. Die wirtschaftliche Bedeutung dieser Fahrzeuge blieb aber gering.

### Tempo G 1200 Geländewagen
Der Geländewagen Tempo G 1200 wurde von 1936 bis 1944 produziert. 1936 entwickelte Otto Daus ihn für Tempo nach einem ungewöhnlichen Konzept als Kübelwagen mit zwei wassergekühlten ILO-Zweizylinder-Zweitakt-Motoren (einem vorn und einem hinten), permanentem Allradantrieb und Allradlenkung. Die beiden identischen Motoren mit jeweils 594 cm³ Hubraum entwickeln bei 3.500/min je 19 PS (14 kW), treiben über je ein eigenes, angeflanschtes Schaltgetriebe Vorder- und Hinterachse unabhängig voneinander an und lassen sich, auch während der Fahrt, einzeln aktivieren/abschalten – ein Antriebskonzept, wie es für ein Serienfahrzeug in dem 1958 vorgestellten und 1960 bis 1968 produzierten Citroën 2CV-Modell 4×4 Sahara wieder aufgegriffen wurde. Die jeweils schraubengefederten vorderen und hinteren Einzelradaufhängungen sind als Pendelachsen an einem Zentralrohrrahmen befestigt, wobei die Vorderachse im Block mit der vorderen Motor-Getriebe-Einheit zusätzlich um die Fahrzeuglängsachse pendelt und somit eine für den Geländeeinsatz phänomenale Achsverschränkung ermöglicht. Die Trommelbremsen werden mechanisch über Bowdenzüge angesteuert.
Das 4 m lange, 1,6 m breite und 1,5 m hohe Fahrzeug mit einem Leergewicht von 1.150 kg erreicht eine Höchstgeschwindigkeit von 70 bis 80 km/h.

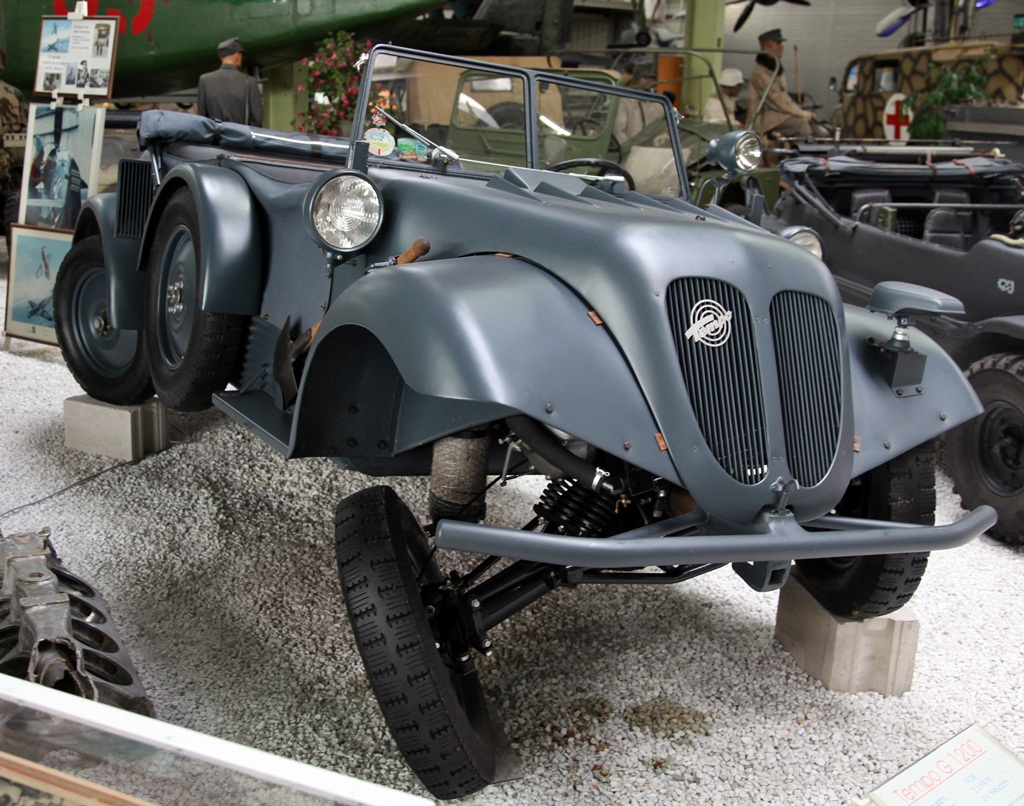
Tempo G 1200 (1936) im Museum Sinsheim
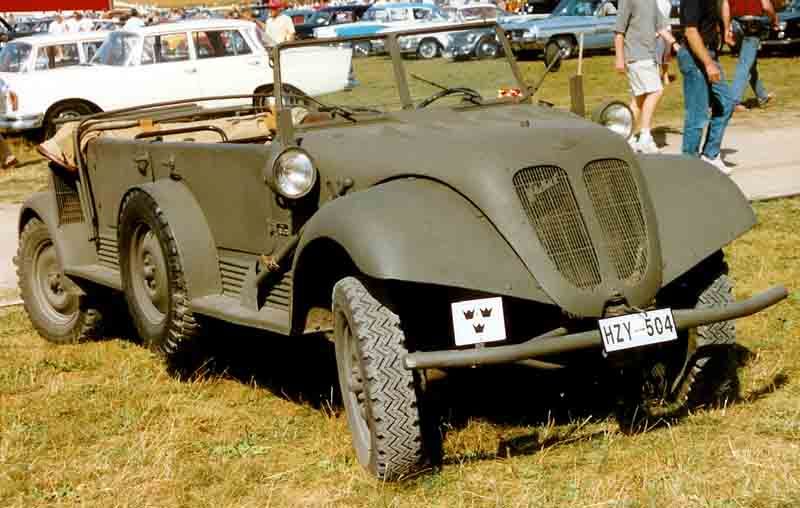
Tempo G 1200 (1939)
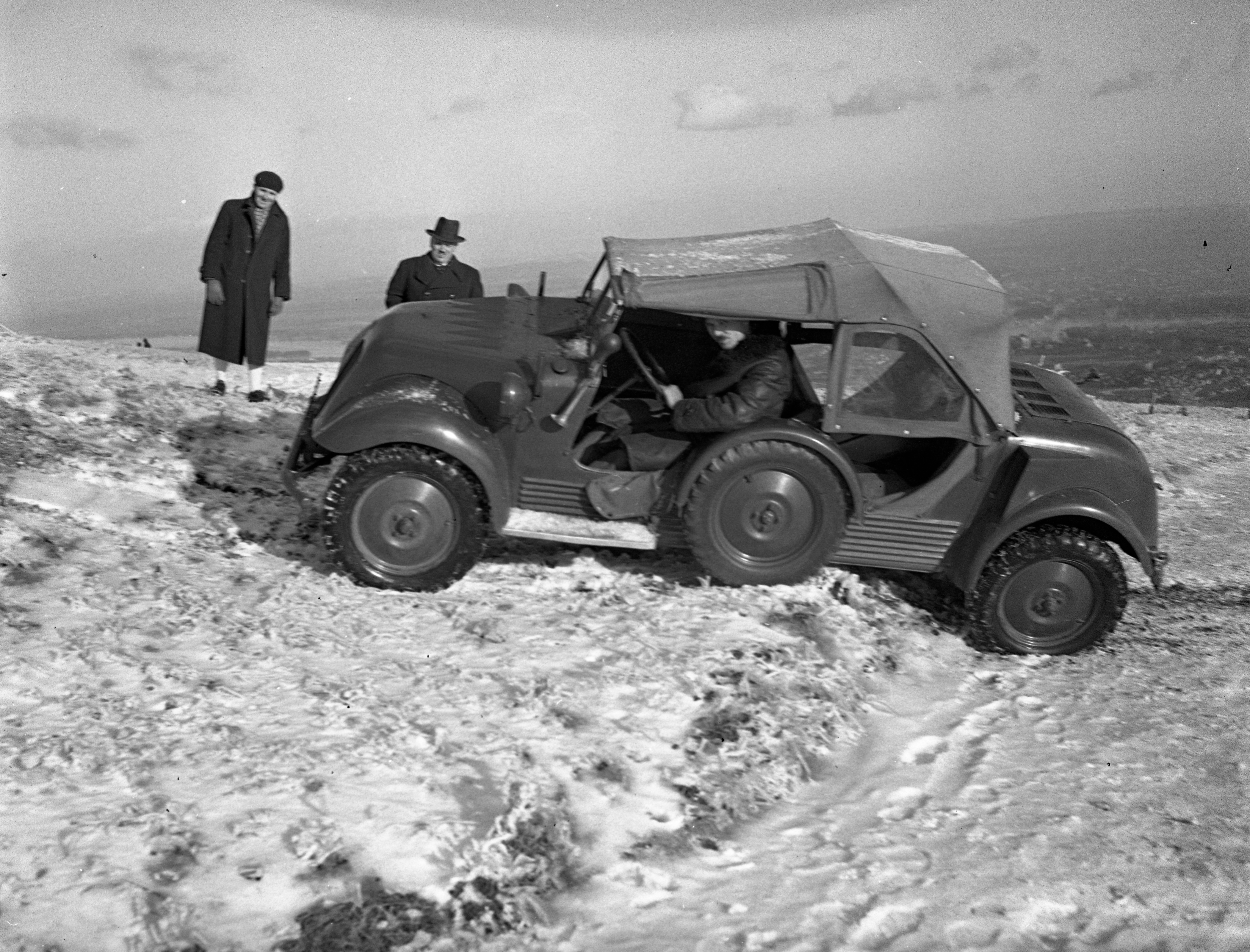
Tempo G 1200 als ungarische Lizenzfertigung
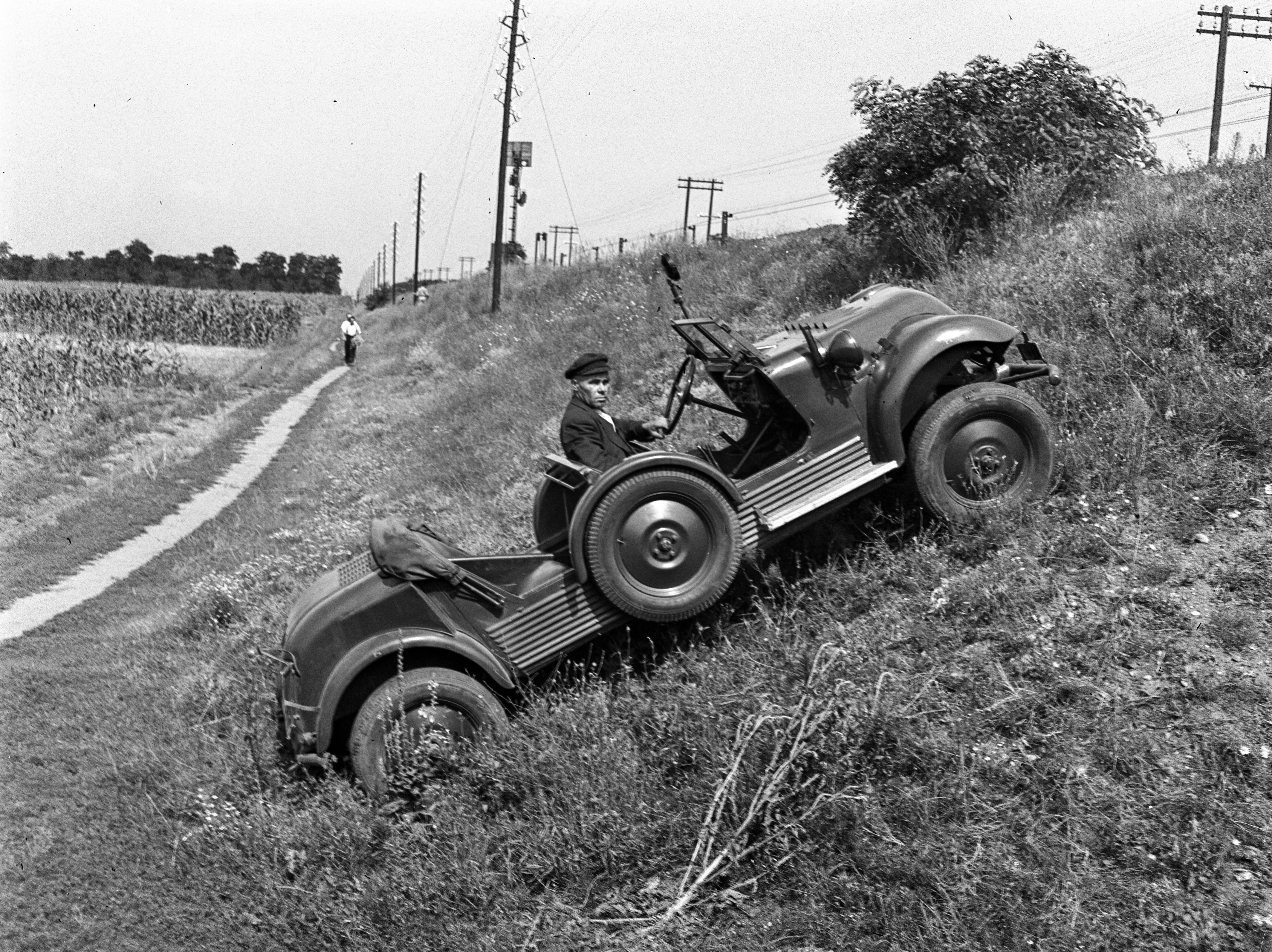
Tempo G1200, Geländeerprobung
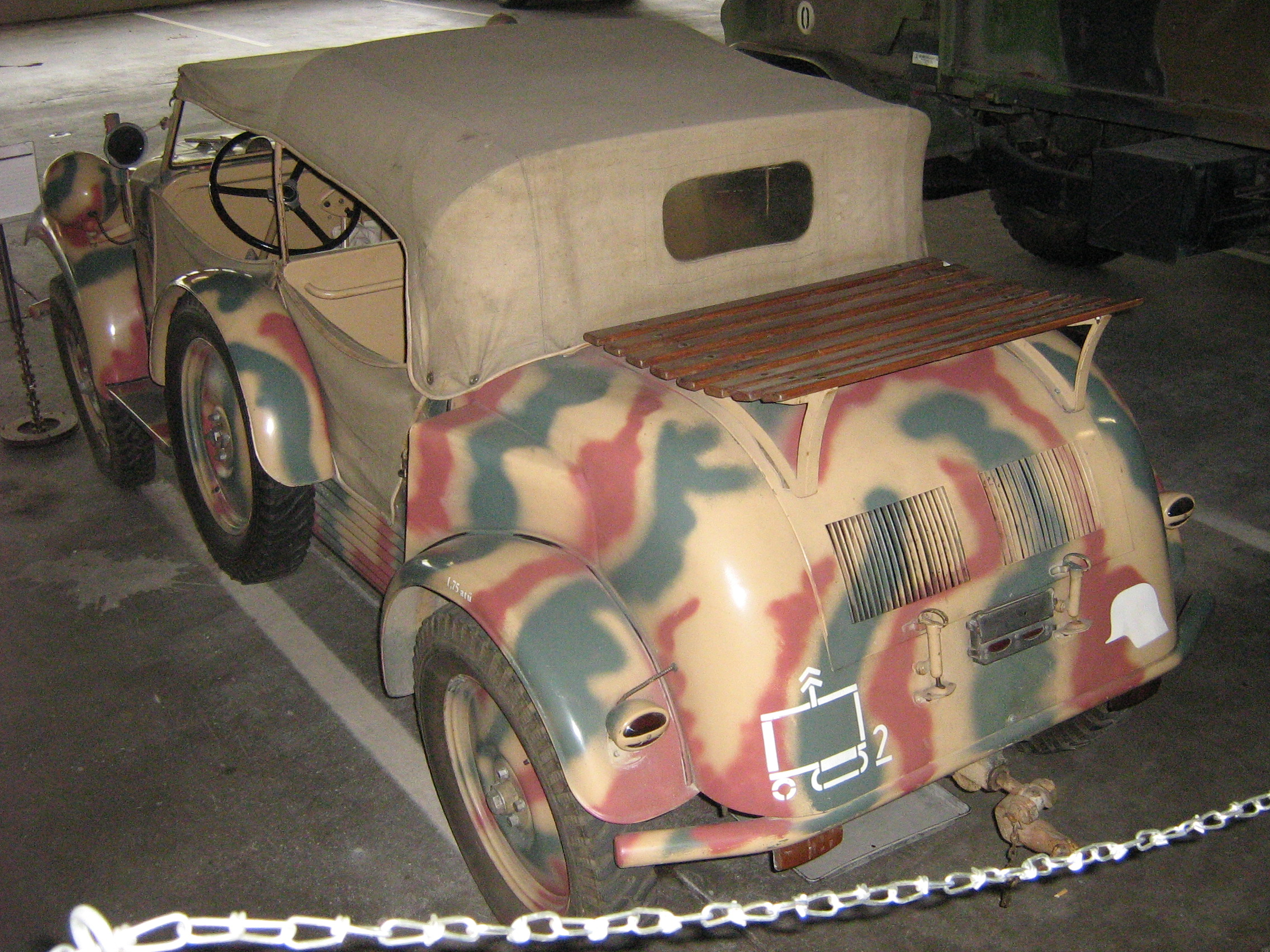
Heckansicht Tempo G 1200
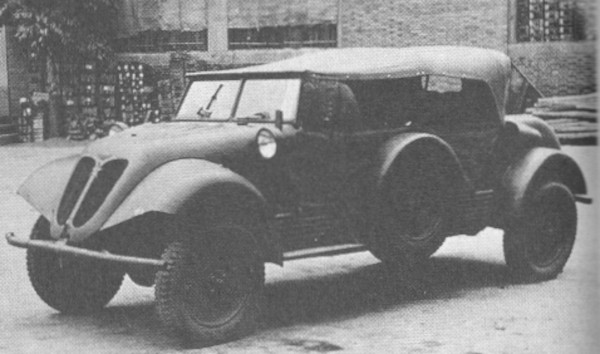
Tempo G 1200 während Tests für die Kaiserlich Japanische Armee

### Tempo Land Rover-Geländewagen
Für den neu gegründeten Bundesgrenzschutz (BGS) und die Bereitschaftspolizei (Bepo) fertigte das Tempo-Werk modifizierte Land Rover Series I in Lizenz von Rover, da deren Produktionskapazität eingeschränkt war.
Nach ersten Prototypen 1952 wurden von 1953 bis 1958 etwa 278 Fahrzeuge gebaut und an BGS sowie Bepo ausgeliefert (April 1953 bis August 1953: Radstand 80 Zoll, Herbst 1953 bis 1958 verbesserte Version: Radstand 86 Zoll). Die Left-hand drive-Fahrgestelle (LHD) wurden von Rover aus dem englischen Solihull angeliefert und bei Tempo mit einer offenen Stahlblechkarosserie und Faltverdeck ausgestattet. Auf dem deutschen Zivilmarkt konnte dieser Geländewagen nicht Fuß fassen.

### Tempo HanseatundTempo Boy
Nach dem Krieg baute Tempo den A 400 bis zum März 1950 weitgehend unverändert weiter, mit Zweizylinder-Zweitaktmotor von ILO, nicht synchronisiertem Dreiganggetriebe und Seilzugbremsen. Träger der Aufbauten war ein Zentralrohrrahmen, der in zwei Größen geliefert werden konnte, und zwar wahlweise mit einem Radstand von 2870 oder 3170 Millimeter. Mit stärker abgerundeten Kanten an der Motorhaube und einem neuen, runden Logo im Kühlergrill hieß der Wagen ab 1948 Tempo Hanseat. Unter dem Druck der Konkurrenz von Goliath wurde 1950 die Leistung von 12 auf 13 PS angehoben. Das Vorderrad erhielt einen Stoßdämpfer und an die Stelle der an Blattfedern aufgehängten hinteren Starrachse trat eine Pendelachse mit vier Schraubenfedern. Die Nutzlast des Pritschenwagens lag bei 750 kg; Preis 3.300 DM. Andere Aufbauten wie Kasten oder Koffer waren lieferbar.
Obwohl die Fachpresse dreirädrigen Lieferwagen im Bereich von 60 km/h Höchstgeschwindigkeit eine vorteilhafte Nutzbarkeit bescheinigte, ging der Trend auch in dieser Klasse hin zum Vierradfahrzeug. 1953 lieferte das Konstruktionsbüro Müller-Andernach einen verbesserten Motor mit einer Leistung von 15 PS für den Hanseat, was aber nicht die inzwischen rückläufigen Verkaufszahlen anheben konnte.
Neben dem Hanseat baute Tempo seit 1950 das äußerlich ähnliche Modell Boy mit einem 197-cm³- oder wahlweise 250-cm³-Einzylindermotor. Beide Ausführungen zielten auf die Inhaber des damaligen Führerscheins Klasse IV für Fahrzeuge bis 250 cm³. Der Grundpreis betrug 2.390 DM. Mit der maximalen Nutzlast von 420 kg erreichte der Tempo Boy eine Höchstgeschwindigkeit von 40 km/h.

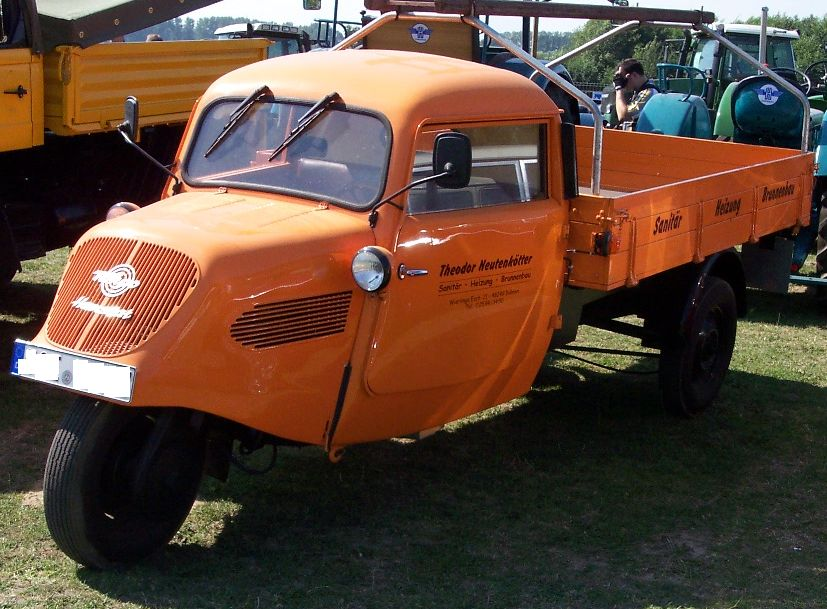
Restaurierter Tempo Hanseat
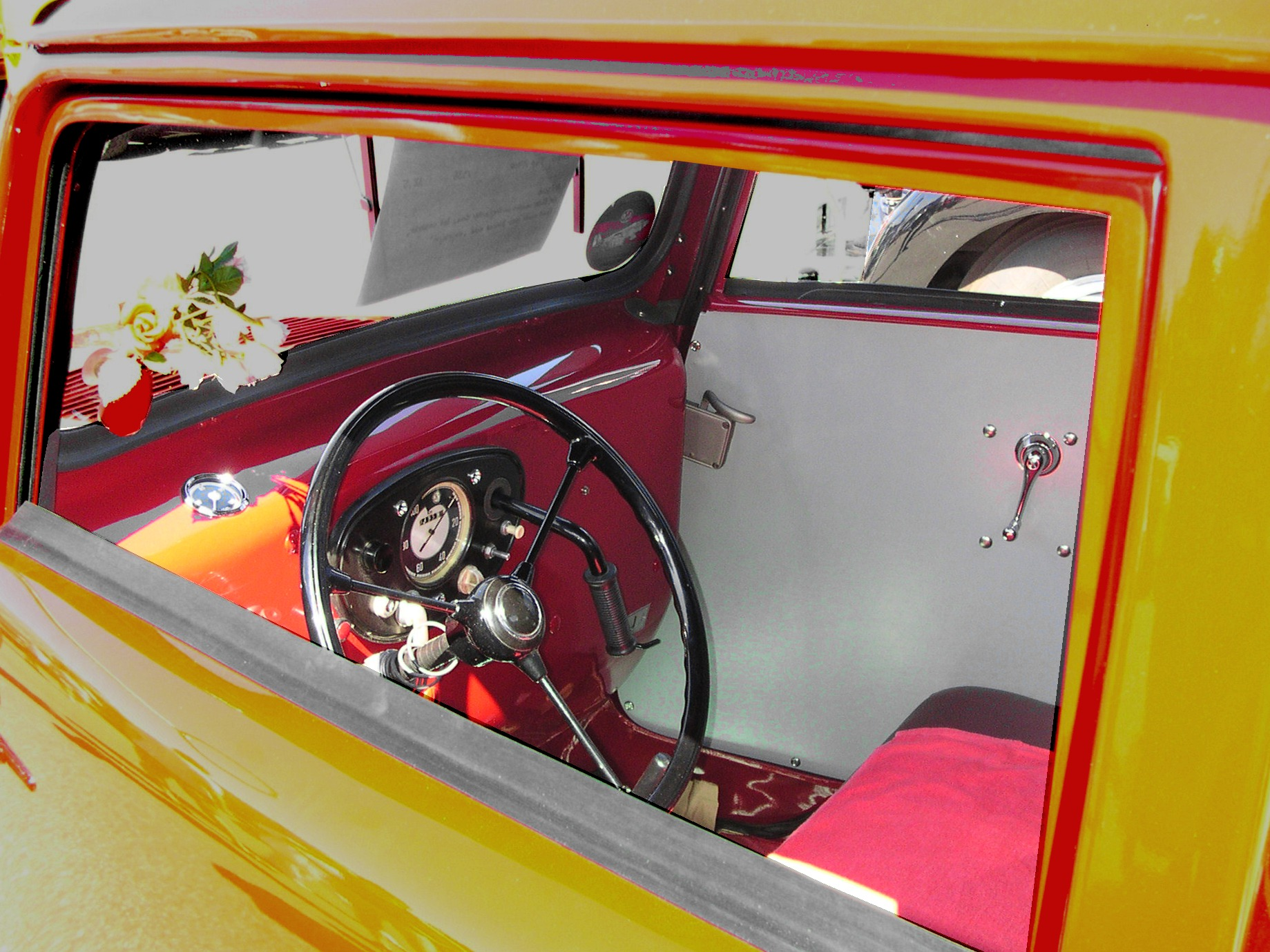
Innenraum
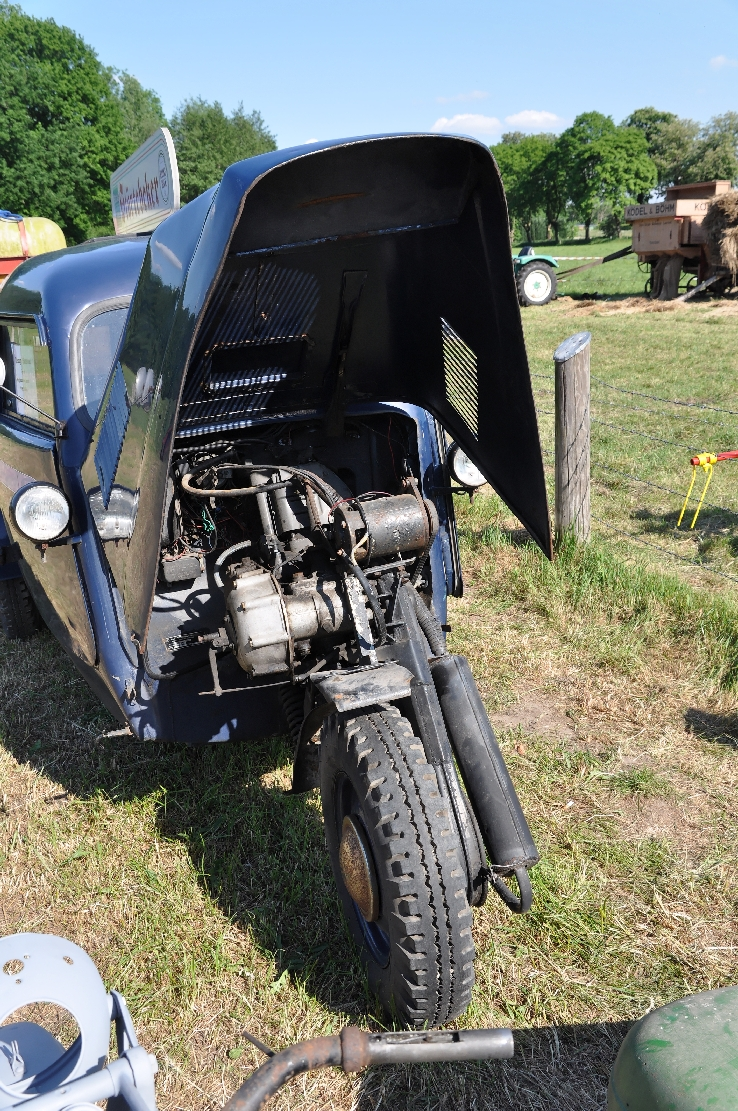
Blick unter die Haube
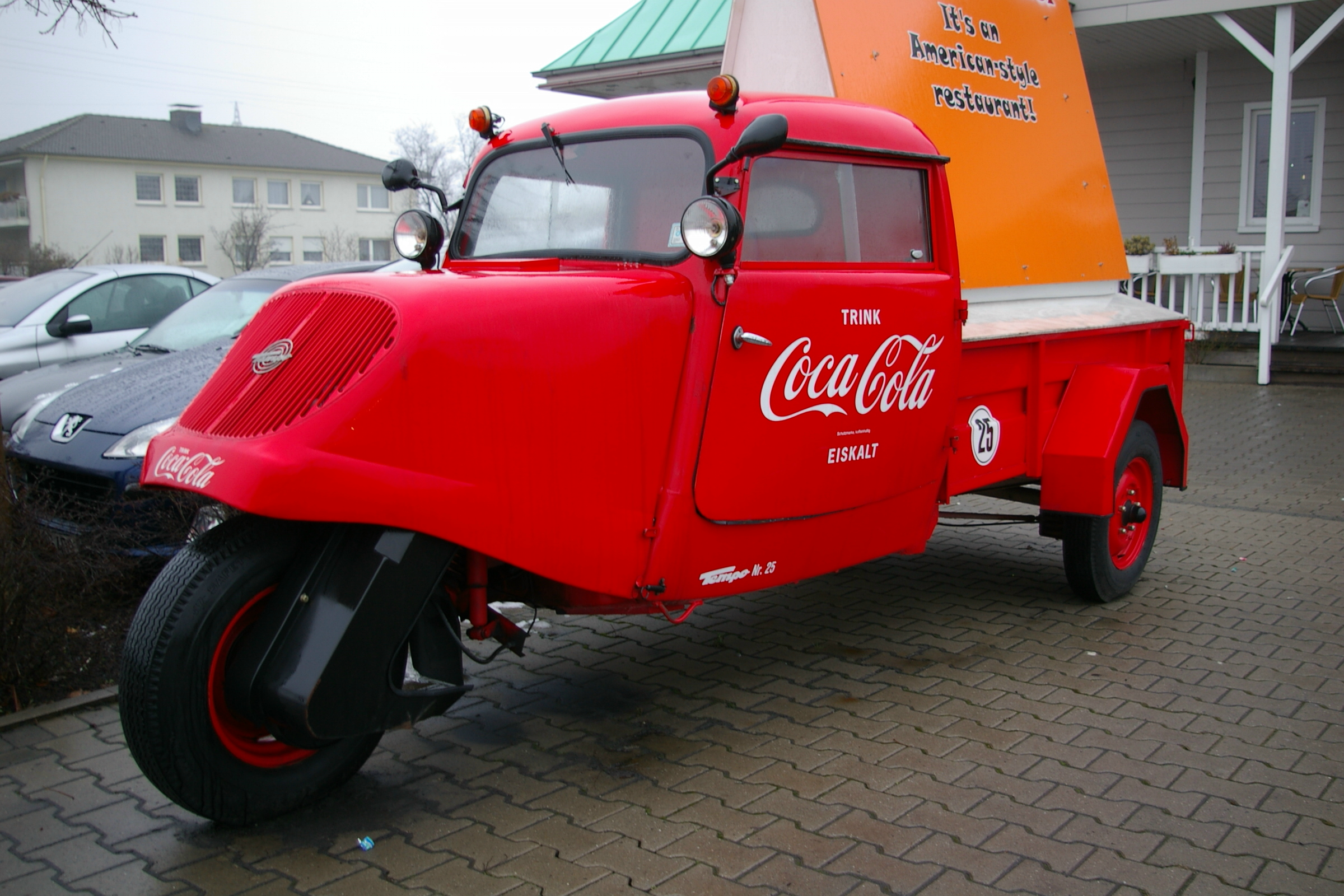
Hanseat aus indischer Fertigung als Werbeträger, Baujahr ca. 2000

### Tempo MatadorundTempo Wiking
(siehe auch Harburger Transporter)
Parallel zum Hanseat kamen die Tempo-Vierradlieferwagen Matador und Wiking (Spitzname: „Fischmaul“) in das Programm. Im Unterschied zum ähnlichen, etwa zur gleichen Zeit herausgebrachten 0,75-Tonner VW T1 war der Matador ein Eintonner. Er bot durch Frontantrieb und Doppelrohrrahmen unterschiedlicher Längen und Hinterachsspurbreiten eine bessere Raumausnutzung und niedrigere Ladehöhe als der VW-Transporter und war mit 7.100 DM (Kastenwagen, 1949) teurer als dieser. Die ersten Matadore von 1949 (deren Frontpartie Kritiker gelegentlich mit dem Gesicht eines Boxerhundes verglichen) wurden von 25-PS-VW-Industriemotoren angetrieben, die das Tempo-Werk direkt von VW bezog. Da Tempo es versäumt hatte, einen langfristigen Liefervertrag abzuschließen, konnte der Generaldirektor von VW, Heinz Nordhoff, 1952 die Lieferung dieses Motors an das Konkurrenz-Unternehmen kurzfristig einstellen. Daraufhin wurde der Matador statt mit dem Vierzylinder-Boxermotor von VW wahlweise mit einem Dreizylinder-Zweitaktmotor (672 cm³) oder einem Viertaktmotor (1.092 cm³, 34 PS) angeboten, beide von Ing.-Büro Müller in Andernach. 1953 kam der Wiking auf den Markt, ein 3/4-Tonner (bis 850 kg Nutzlast) mit 452-cm³-Zweitaktmotor (17 PS) von Heinkel, der bis 1955 gebaut wurde. Der auf dem Wiking basierende Rapid war ein achtsitziger Kleinbus, der von 1957 bis 1963 gebaut wurde. Der Rapid wurde von einem Viertaktmotor mit 948 cm³ und 25 kW (34 PS) angetrieben, den die britische Austin Motor Company zulieferte und selbst im A35 verwendete. Auf Basis des Matador gab es einen Verkaufswagen, dessen Besonderheit ein absenkbarer Wagenboden war, sodass die Stehhöhe für den Verkäufer ausreichend groß und ein Kontakt mit dem Kunden fast auf Augenhöhe möglich war.

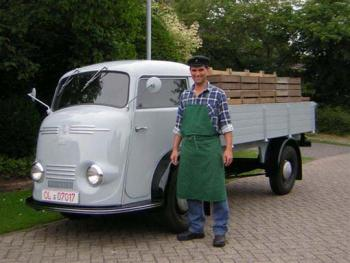
Restaurierter Tempo Matador (1952–1955) mit Restaurator
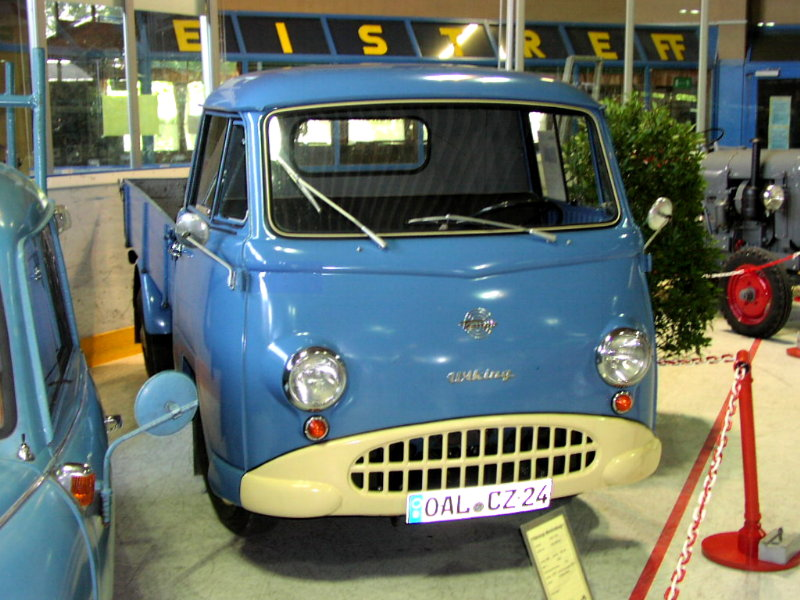
Tempo Wiking mit Heinkel-Motor (1955–1963)
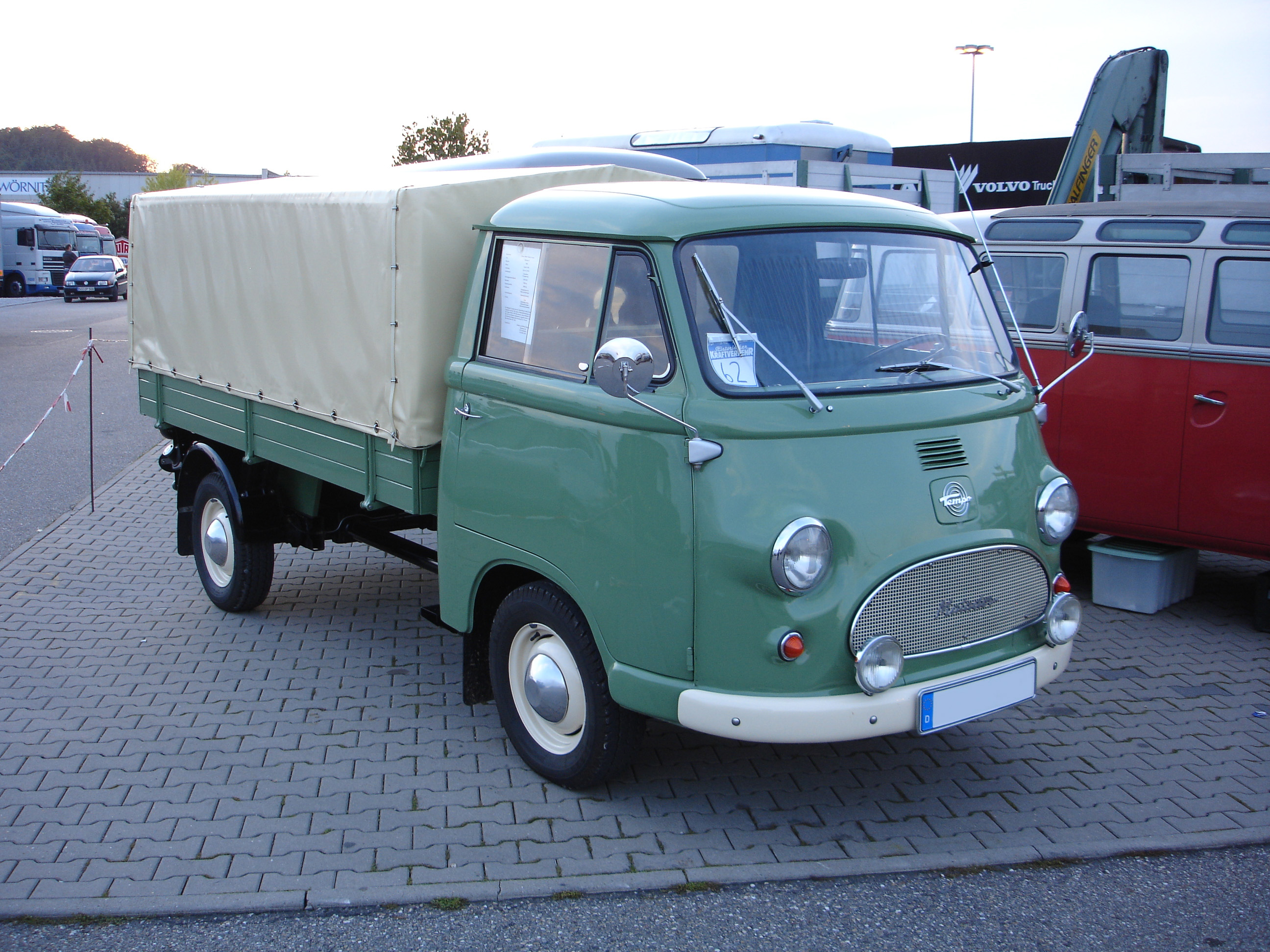
Tempo Matador E (1963–1967)
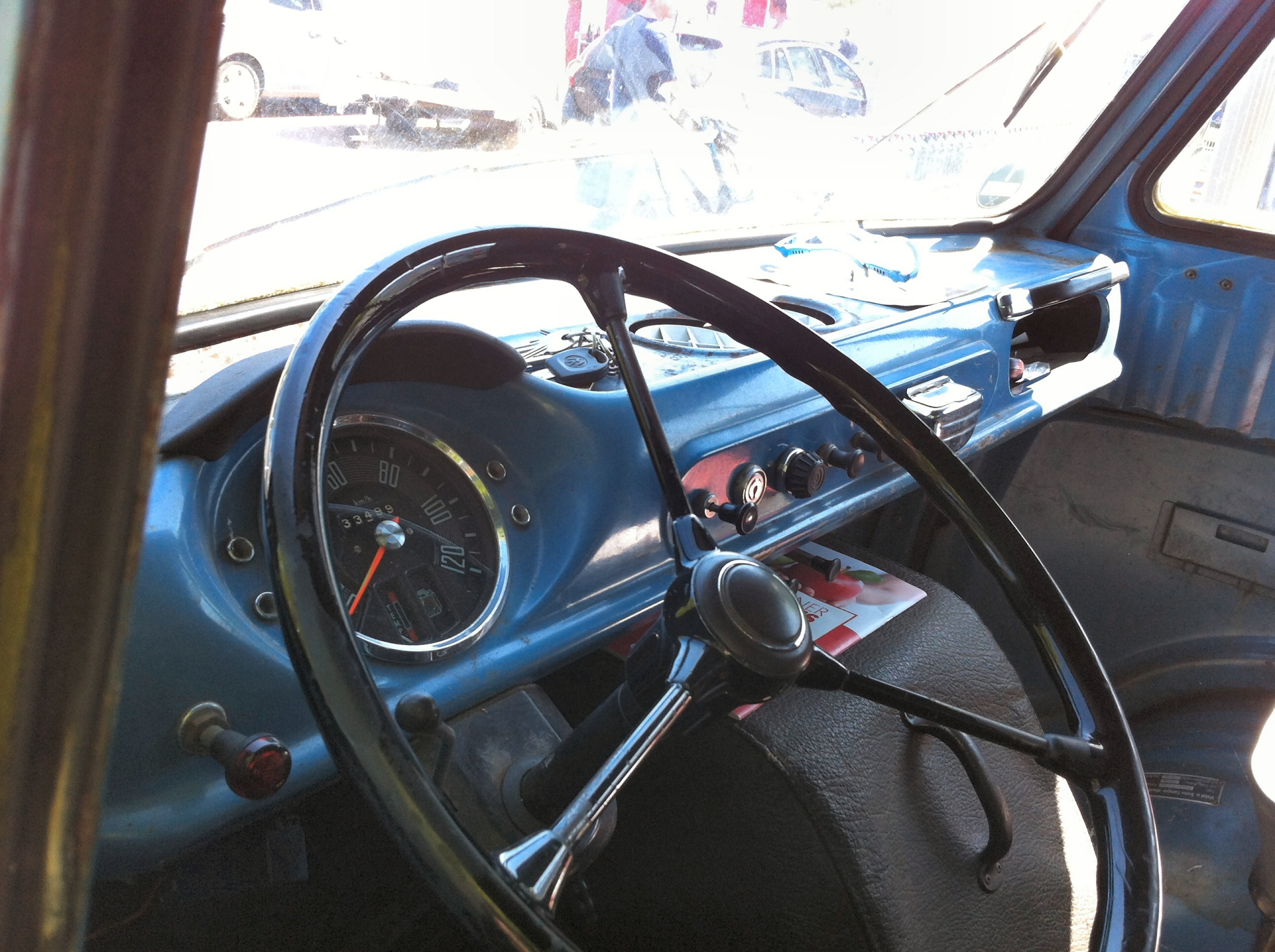
Cockpitansicht Matador (1964)

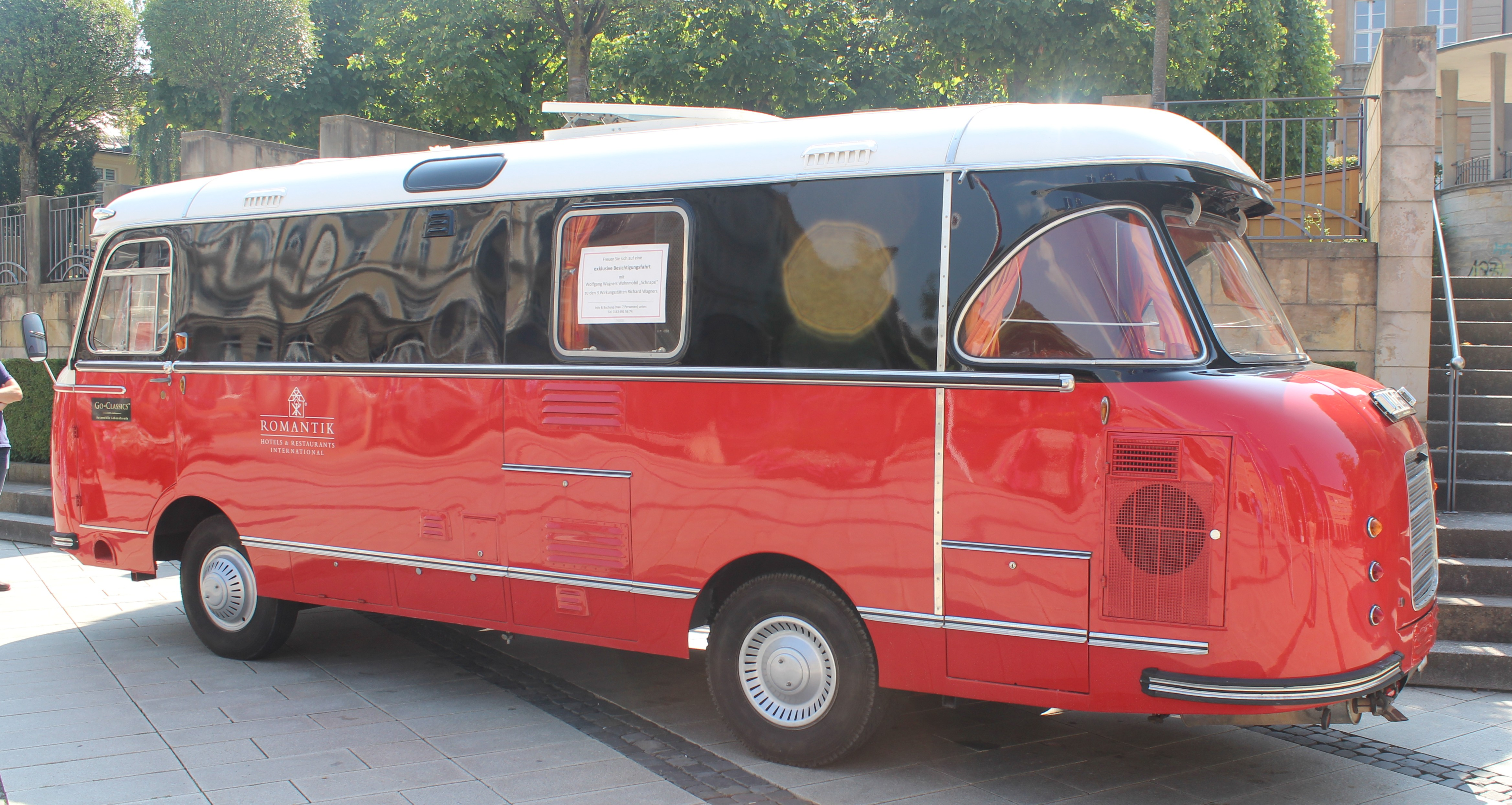
MIKAFA Wohnmobil

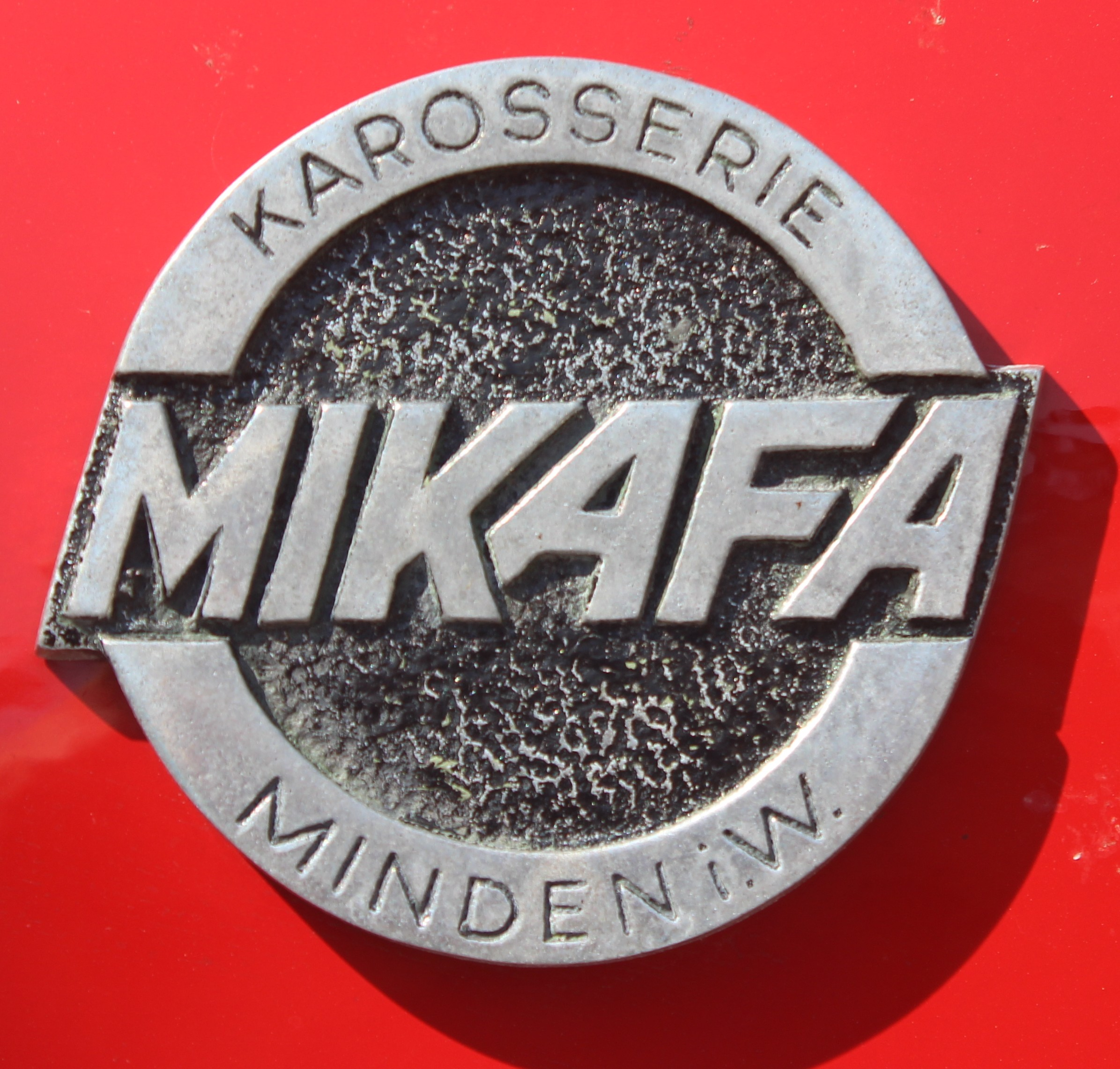
Logo der Mindener Karosserie und Fahrzeugbau GmbH (MIKAFA)

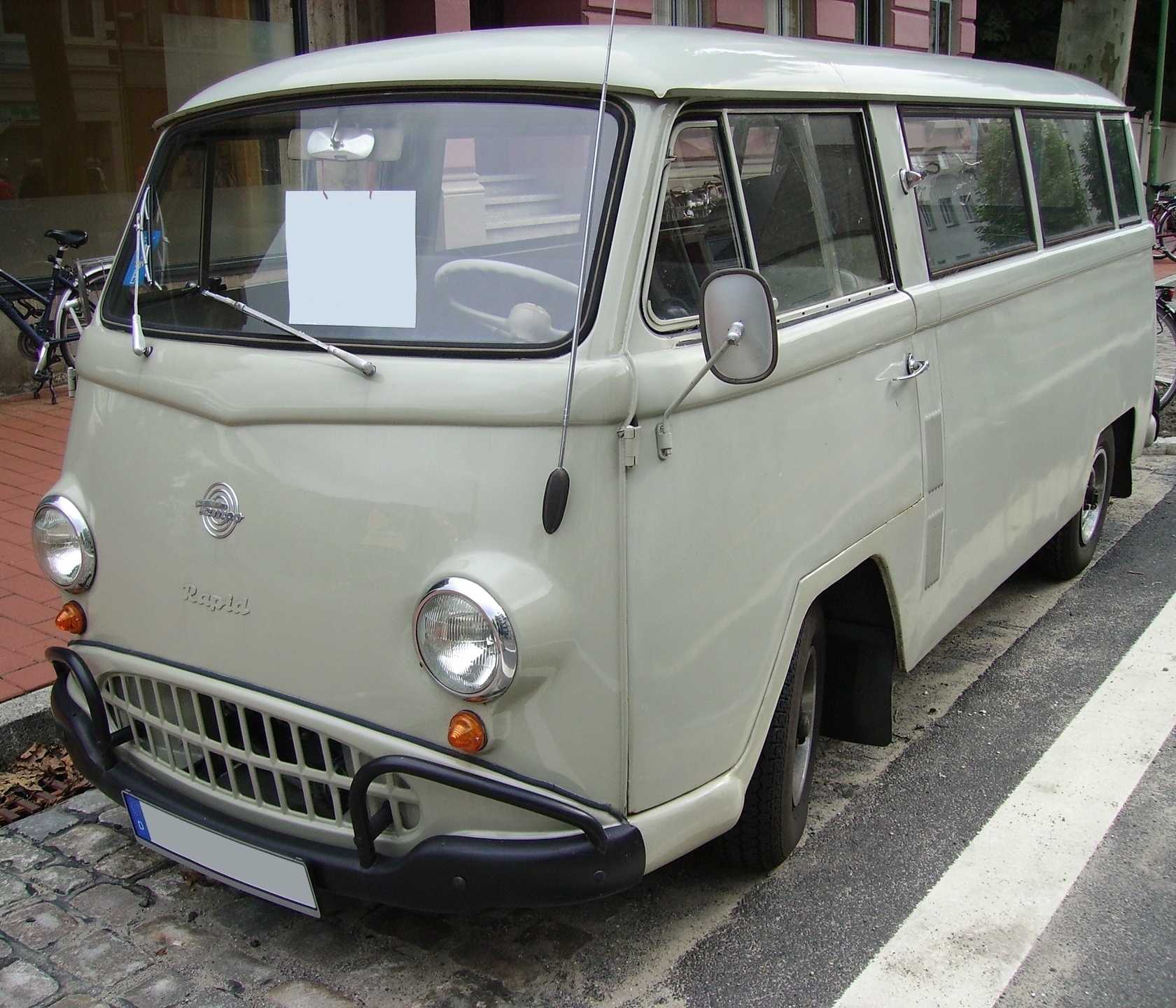
Tempo Kleinbus Rapid

### Tempo Mikafa Sport Camper
Auf dem Chassis des Tempo Matador baute die Mindener Karosserie und Fahrzeugbau GmbH (MIKAFA) zwischen 1955 und 1959 neben Kleinbussen (u. a. für die Hamburger Hochbahn AG (HHA)) auch drei Wohnmobile mit der Bezeichnung Tempo Mikafa Sport Camper. Unter Beibehaltung des Frontantriebs hatten zwei Fahrzeuge einen Porsche- und eins einen BMW-Motor. Der Preis lag über 40.000 DM. Das Exemplar mit BMW-Motor steht in der Sammlung des Erwin-Hymer-Museums in Bad Waldsee.

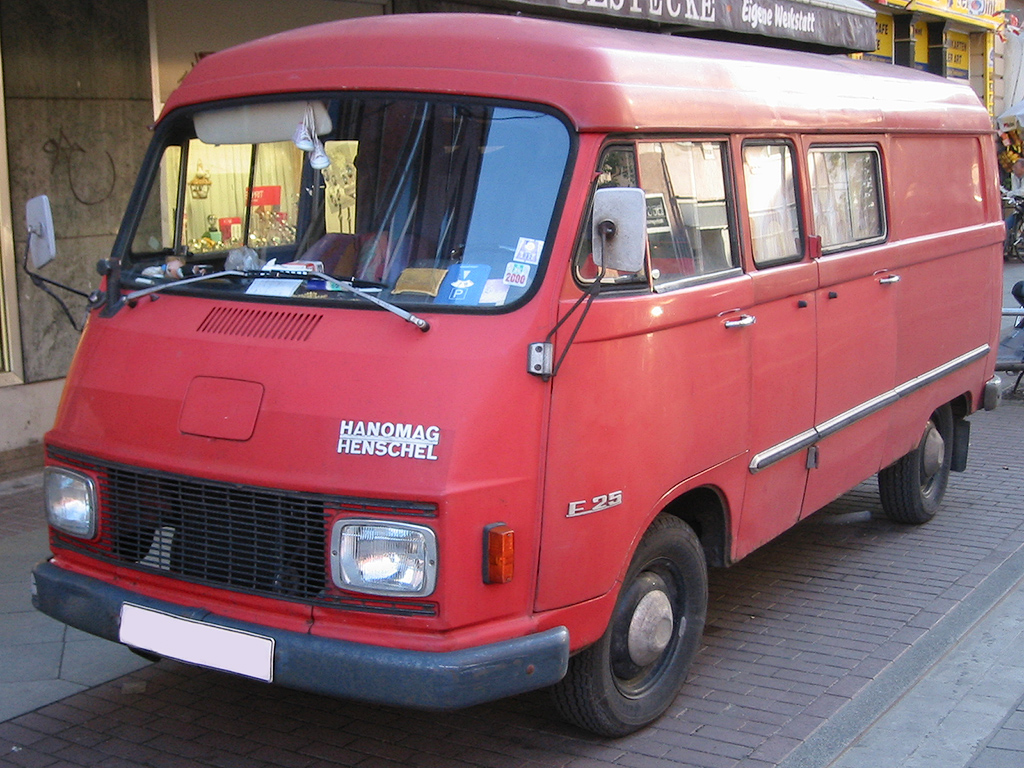
Harburger Transporter von Hanomag-Henschel

Daten des letzten Tempo Matador vor der Übernahme durch Hanomag:
| Tempo Matador 1963/64  | Daten                                         |
| ---------------------- | --------------------------------------------- |
| Motor:                 | 4-Zylinder-Reihenmotor (Otto)                 |
| Motorfabrikat:         | Austin (British Motor Corporation)            |
| Hubraum:               | 1.593 cm³                                     |
| Hub × Bohrung:         | 89 mm × 76 mm                                 |
| Leistung:              | 40 kW (54 PS) bei 4.000/min                   |
| Max. Drehmoment:       | 113 Nm bei 2.000/min                          |
| Kühlung:               | Wasser                                        |
| Kraftübertragung:      | Frontantrieb, 4-Gang                          |
| Radaufhängung:         | Pendelachse (vorn), Längslenkerachse (hinten) |
| Länge × Breite × Höhe: | 4.400 mm × 1.700 mm × 2.140 mm                |
| Radstand:              | 2.400 mm                                      |
| Leergewicht:           | 1.330 kg                                      |
| Nutzlast:              | 1.550 kg                                      |
| Höchstgeschwindigkeit: | 100 km/h                                      |
| Grundpreis:            | 8.875 DM                                      |

Die Angaben beziehen sich auf die Ausführung als Kastenwagen.

## Modelle

### 1928–1943
| Typ              | Bauzeitraum | Stückzahlen |
| ---------------- | ----------- | ----------- |
| T 1              | 1928–1930   | 264         |
| T 2              | 1928–1930   | 41          |
| T 6              | 1929–1935   | 3.596       |
| T 10             | 1930–1936   | 840         |
| Pony             | 1932–1936   | 529         |
| Front 6          | 1933–1935   | 6.100       |
| Front 10         | 1933–1935   | 607         |
| Front 7 (D 200)  | 1934–1936   | 1.150       |
| Front 14 (D 400) | 1934–1936   | 2.633       |
| V 600            | 1935–1936   | 823         |
| E 200            | 1936–1937   | 9.600       |
| E 400            | 1936–1937   | 3.311       |
| E 600            | 1936–1937   | 1.947       |
| G 1200 / T 1200  | 1936–1943   | 1.253       |
| A 200            | 1938–1940   | 6.294       |
| A 400            | 1938–1940   | 36.790      |
| A 600            | 1938–1943   | 11.479      |

### 1949–1966
| Typ                      | Bauzeitraum    | Stückzahlen |
| ------------------------ | -------------- | ----------- |
| Matador 49               | 1949–1950      | 99          |
| Hanseat                  | 1949–1956      | 37.131      |
| Matador 50               | 1950–1952      | 13.521      |
| Boy                      | 1950–1956      | 5.950       |
| Matador 1000             | 1952–1955      | 4.923       |
| Matador 1400             | 1952–1955      | 5.724       |
| Wiking                   | 1953–1955      | 12.590      |
| Land Rover 80            | 1952–1953      | 100         |
| Land Rover 86            | 1953–1955      | 150         |
| Matador 56               | 1955–1957      | 1.959       |
| Wiking 1                 | 1955–1963      | 16.533      |
| (Wiking) Rapid           | 1957–1963      | 21.454      |
| Matador A50              | 1957–1963      | 13.327      |
| Matador 1,5 to.          | 1958–1963      | 6.285       |
| Matador E 1,0 to.        | 1963–1966      | 21.368      |
| Matador E 1,3 to.        | 1963–1966      | 11.743      |
| Matador E 1,6 to.        | 1963–1966      | 14.000      |
| Athlet Hubwagen          | 1965–1966      | 16          |
| Matador E 1,75 to.       | 1966           | 182         |
| Matador E 2,5 to.        | 1966           | 69          |
| Matador E (alle Modelle) | Nov.–Dez. 1966 | 2.009       |
| Athlet Zugkopf           | Dez. 1966      | 1           |

## Neuzulassungen von Tempo-Pkw im Deutschen Reich von 1933 bis 1938
| Jahr    | Zulassungszahlen |
| ------- | ---------------- |
| 1933    | 26               |
| 1934    | 55               |
| 1935    |                  |
| 1936    | 36               |
| 1937    | 43               |
| 1938    | 101              |
| Quelle: |                  |

## Weltrekorde
Mit einem Tempo wurden 1934 auf der Berliner AVUS fünf Weltrekorde in der 200-cm³-Klasse für offene Lieferwagen mit 500 kg Nutzlast aufgestellt. In der 350-cm³-Klasse für Dreiräder gelangen die Weltrekorde für 9, 10, 11 und 12 Stunden und über 1.000 Kilometer mit einer Durchschnittsgeschwindigkeit von 54,1 km/h.

## Quelle
- Matthias Pfannmüller: Mit Tempo durch die Zeit, Die Dreiräder von Vidal & Sohn – Aus Hamburg in die ganze Welt. Delius Klasing Verlag, Bielefeld 2006, ISBN 978-3-7688-1729-5.